# 윌리엄 자니

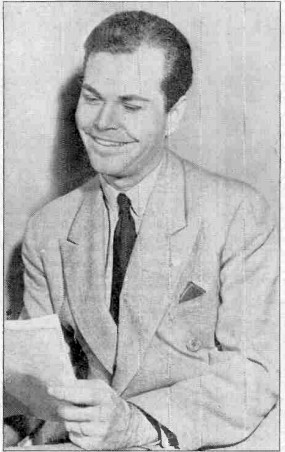

윌리엄 자니(William Janney, 1908년 2월 15일 ~ 1992년 12월 22일)는 미국의 배우이다.
뉴욕에서 태어났으며 아이다호주에서 사망하였다.

## 영화
- 더 월드 체인지 (1933년)
- 투 세컨드 (1932년)
- 새벽의 출격 (1930년)
- 코퀘트 (1929년)